# Nordenfeldtska huset

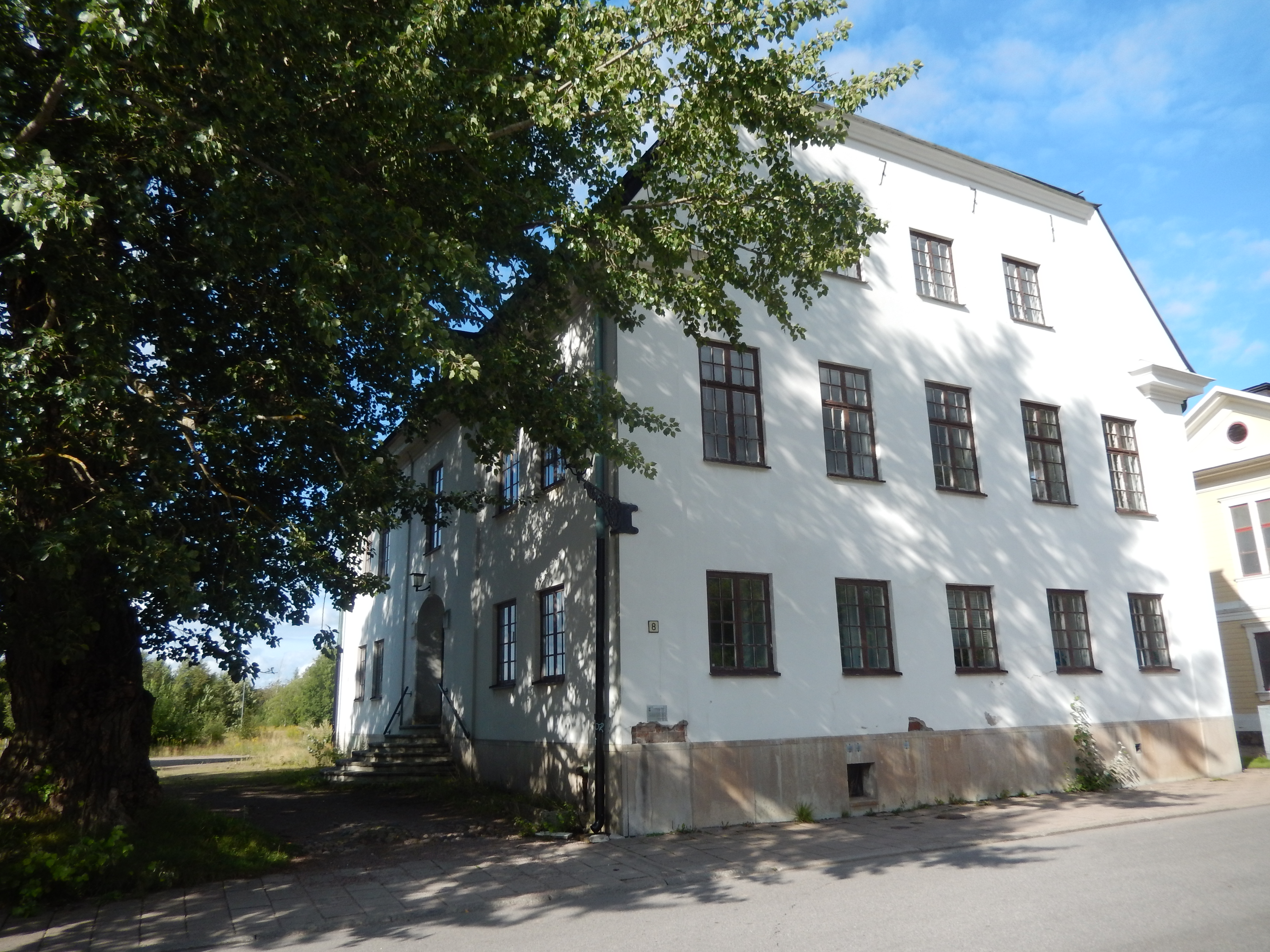
Nordenfeldtska huset

Nordenfeldtska huset eller Nordenfeldtska gården är ett stenhus i centrala Kristinehamn som uppfördes av Regina Nordenfeldt 1771.
Dagboksförfattaren Maria Charlotta Nordenfeldt bodde här från att hon var 18 år gammal.